# Esterzili
Esterzili (sardisch: Istersili) ist eine italienische Gemeinde (comune) in der Metropolitanstadt Cagliari auf Sardinien. Die Gemeinde selbst hat 560 Einwohner (Stand 31. Dezember 2023) und liegt etwa 64,5 Kilometer nordnordöstlich von Cagliari, gehört zur Comunità Montana Sarcidano-Barbagia di Seulo und grenzt unmittelbar an die Provinz Ogliastra. Der Flumendosa begrenzt die Gemeinde im Südwesten.
In der Gemeinde liegt der Megarontempel von Dòmu d’Urxia.

## Verkehr
Der Bahnhof von Esterzili liegt an der Bahnstrecke Mandas–Arbatax.